# Bibiana Vaz

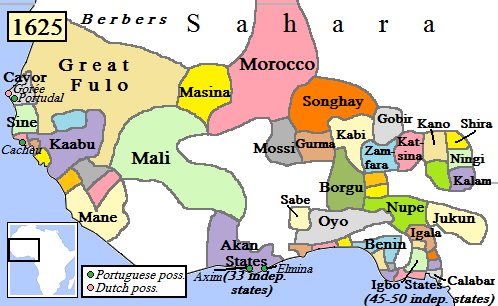
Mapa de África occidental, 1625 d. C. (Parcialmente basado en Atlas of World History (2007) - Mapa de África moderna temprana).

Bibiana Vaz de França (c. 1630 - posterior a 1694), también conocida como Na Bibiana, fue una destacada comerciante de esclavos nhara en Cacheu, Guinea-Bisáu.
Bibiana Vaz era una de los lançados, una lusoafricana nacida de una madre cristiana y padre lusoafricano caboverdiano. Se casó con Ambrosio Gómez, de quien en ese momento se decía que era el hombre más rico de Guinea. Cuando quedó viuda en 1679, se hizo cargo del negocio comercial de su marido en conflicto con su primo.
Comerciaba con esclavos desde su base en Cacheu en la Guinea Portuguesa, actuando como intermediaria entre los portugueses y los indígenas, lo que era un papel común para un miembro de la población afroeuropea en ese momento y podía ser enormemente lucrativo y también políticamente influyente, ya que estos intermediarios no solo se utilizaban en las relaciones comerciales, sino también en contactos diplomáticos. Bibiana Vaz fue una de las primeras personas famosas de esta categoría y logró una importante posición de poder en la región. El hecho de que las mujeres llegaran a ocupar este cargo se hizo más común después de que la "Senhora Philippa" o 'Dame Portugaise', de quien en 1634 se decía que controlaba el comercio entre Portugal y Guinea, y otras fueran llamadas "señora" en Gambia, nhara en el África portuguesa y signares en Senegal. 
Fue contemporánea de otras 'portuguesas', y en 1669 se la referenció con la sucesora del nombre, "Senhora Catti", quien en 1685 fue la mediadora del rey de los wólof, y con "Marie Mar", quien en 1682 se hizo famosa por su asistencia a los náufragos europeos. Sin embargo, Bibiana Vaz fue la mujer más famosa en la región.
Cuando los portugueses intentaron prohibir a Vaz comerciar con otros europeos durante años, ella y su hermano dieron un golpe de Estado en Cachún, donde capturaron al gobernante portugués y gobernaron de facto la ciudad durante 14 meses en 1684-1685, estableciendo así una república euroafricana. En un famoso incidente de 1687, Bibiana Vaz fue arrestada por los portugueses y encarcelada en São Tiago (actual Santiago) en Cabo Verde. Logró escapar de la deportación a Portugal con el argumento de que el viaje sería demasiado agotador para su salud. Tras infructuosos intentos de las autoridades portuguesas de confiscar su propiedad, que estaba protegida por su prima y sus aliados africanos, fue liberada concediéndola el indulto a cambio de una indemnización y hacer la promesa de construir un fuerte en Bolor, en el río Cacheu, promesa que nunca cumplió.